# Хартманис, Алфред
Алфред Хартманис (латыш. Alfrēds Hartmanis, 1 ноября 1881, Лутриньская волость — 27 июля 1927, Рига, Латвийская Республика) — латвийский шахматист, победитель VI Конгресса Прибалтийского шахматного союза (1913).

## Биография
В 1900 году стал членом шахматного клуба Риги. В 1910 принял участие в сильном шахматном турнире в Варшаве, в котором победил Акиба Рубинштейн, а Хартманис набрал 9 очков из 15. В 1912 году на Всероссийском турнире мастеров в Вильно набрал 10½ очков из 19.
В 1913 году в Митаве одержал свою самую значимую победу, став победителем VI Конгресса Прибалтийского шахматного союза (11½ из 14).
После Первой мировой войны принял активное участие в восстановлении шахматной жизни Латвии. Участвовал в двух первых чемпионатах Латвии по шахматам, где в 1924 году занял четвёртое место после Г. Матиссона, Ф. Апшениека и К. Бетиньша, а в 1925 году был пятым после Ф. Апшениека, Т. Берга, В. Петрова и А. Страутманиса.
В течение многих лет Хартманис работал в качестве домашнего учителя, а в 1920 годах служил в качестве налогового чиновника.